# Kusterdingen
Kusterdingen je německá samosprávná obec v zemském okrese Tübingen ve spolkové zemi Bádensko-Württembersko. Nachází se nad údolím řeky Neckar mezi městy Tübingen a Reutlingen.
Obec je tvořena 5 místními částmi: Kusterdingen, Immenhausen, Jettenburg, Mähringen a Wankheim. Vznikla jejich spojením v průběhu 70. let 20. století.

## Pamětihodnosti
- Renovovaná budova staré radnice
- Evangelický kostel
- Telekomunikační vysílač
- Vodárenská věž
- Renovovaný klášterní dvůr

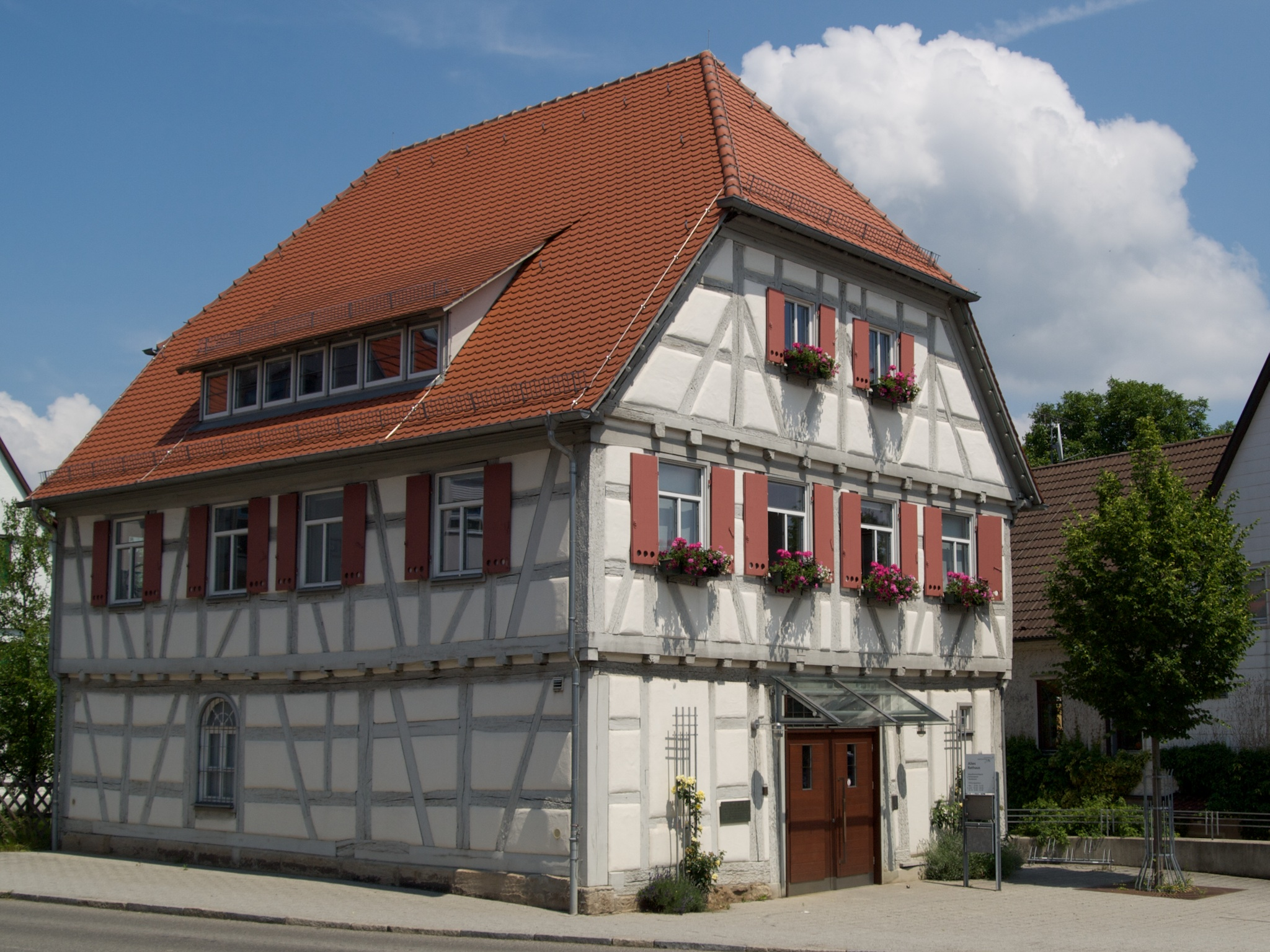
Stará radnice

- Židovský hřbitov a památník obětem holocaustu mezi místními částmi Küsterdingen a Wankheim